# 전윤장
전윤장(全允臧)은 고려의 문신이다. 본관은 천안.
1342년(충혜왕 복위 3) 조적(曺頔)이 반역을 꾀하였을 때 상호군으로서 왕을 시종한 공으로 2등공신이 되었다.
1343년에 우상시(右常侍)에서 서해평양도순위사(西海平壤道巡尉使)가 되었다가 1347년(충목왕 3)에 동지밀직사사(同知密直司事)로 교주도도순문사(交州道都巡問使)가 되어 쌍성(雙城)의 인구를 조사하였다.
1348년 첨의평리(僉議評理)가 되어 왕의 총애를 믿고 횡포를 자행하였다. 1349년(충정왕 1) 원나라에 가는 강릉대군(江陵大君 : 공민왕)을 호종한 공으로 1351년(공민왕 즉위년)에 첨의찬성사(僉議贊成事)에 임명되었다.

## 같이 보기
- 아산 전윤장 묘